# Bitwa pod Lipą
Bitwa pod Lipą – bitwa stoczona w czasie powstania styczniowego 15 lutego 1864 roku w okolicach miejscowości Lipa pod Głowaczowem przez oddział Dzieci Warszawskich Pawła Gąsowskiego z oddziałem wojsk rosyjskich dowodzonych przez podpułkownika Zankisowa.
Nad ranem 15 lutego zmęczony oddział polskich powstańców w sile około 200 ludzi został zaatakowany przez 140 kozaków i pluton strzelców rosyjskich. Po odparciu ataku kozaków, powstańcy, rozrzuceni w tyralierę ulegli nacierającej piechocie rosyjskiej. Rozbiciu uległa także jazda polska. Zabitych zostało przeszło 40 powstańców, rannych 87, a wziętych do niewoli 14. Dziesięciu Rosjan zostało rannych, w tym sam Zankisow.
Na cmentarzu grzebalnym w Głowaczowie znajduje się mogiła i pomnik poległych podczas bitwy powstańców, ufundowany przez Antoniego Lipca w 1993 roku.